# 1954 год в науке
В 1954 году были различные научные и технологические события, некоторые из которых представлены ниже.

## События
- 7 января — демонстрация возможностей машинного перевода.
- 21 января — спущена на воду первая в мире атомная подводная лодка USS Nautilus (SSN-571).
- 1 марта — В США объявлено о том, что на Маршалловых островах успешно прошло испытание водородной бомбы, мощность которой более чем в 500 раз превосходит бомбу, сброшенную на Хиросиму в 1945 году.
- 27 июня — Пуск первой в СССР атомной электростанции.
- 29 сентября — образована Европейская организация по ядерным исследованиям (CERN).

## Достижения человечества

### Открытия
- 26 мая — арабским египтологом Камаль аль-Малахом была обнаружена невредимая деревянная Солнечная ладья Хеопса.

### Изобретения
- в СССР изобретён ионизационный калориметр.
- 25 апреля — в Bell Labs созданы первые практичные фотоэлементы.
- Впервые появился в продаже полупроводниковый транзистор стоимостью 2,5 доллара, созданный Гордоном Тилом (Gordon Teal) в фирме Texas Instruments, Inc.
- Выпуск IBM первого массового калькулятора — 650, за год удалось продать 450 экземпляров.
- Специалистами TROCAL в Германии было изобретено первое в мире пластиковое окно.
- Джон Лилли изобрёл изоляционную кабину.

### Новые виды животных
- Животные, описанные в 1954 году

## Награды
- Нобелевская премия
  - Физика — Макс Борн — «За фундаментальные исследования по квантовой механике, особенно за его статистическую интерпретацию волновой функции», Вальтер Боте — «За метод совпадений для обнаружения космических лучей и сделанные в связи с этим открытия».
  - Химия — Лайнус Карл Полинг — «За исследование природы химической связи и её применение для определения структуры соединений».
  - Медицина и физиология — Джон Франклин Эндерс, Томас Хакл Уэллер, Фредерик Чапмен Роббинс — «За открытие способности вируса полиомиелита расти в культурах различных тканей».

- Филдсовская премия
  - Кунихико Кодайра (Япония).
  - Жан-Пьер Серр (Франция).

## Родились
- 7 марта — Александр Иванович Жук, украинский физик, доктор физико-математических наук.
- 27 сентября — Ларри Уолл американский программист, создатель языка программирования Perl.

## Скончались
- 4 марта — Бранислав Петронижевич, сербский философ, математик и психолог.
- 7 марта — Отто Дильс немецкий химик-органик.
- 10 апреля — Огюст Луи Мари Николя Люмьер совместно со своим братом Луи, считается родоначальником кино.
- 7 июня — Тьюринг, Алан Матисон, английский математик.
- 31 августа — Дмитрий Константинович Зеленин советский этнограф.
- 7 октября — Борис Збарский советский биохимик, директор Лаборатории при мавзолее Ленина.
- 28 ноября — Энрико Ферми, итальянский физик, лауреат Нобелевской премии по физике (1938).